# 真東寺
真東寺（眞東寺、しんとうじ）は、埼玉県児玉郡美里町木部にある寺院。山号は梅樹山。宗派は真言宗智山派。児玉三十三霊場第26番札所。
四国八十八箇所の寺院の縮小模型があり、四国を遍路したのと同じような効果（霊験）を得られるといわれていることで知られ、多くの観光客が訪れる観光スポットにもなっている。
現在の住職は数学者で大正大学前学長の髙橋秀裕。

## 周辺
- 美里町遺跡の森総合公園
- 美里町遺跡の森館
- 美里町中央公民館
- 松久駅（JR八高線）